# 朱塞佩·阿利贝蒂
朱塞佩·阿利贝蒂（義大利語：Giuseppe Aliberti，1901年3月5日—1956年1月8日），意大利男子足球运动员，司职中场。他曾代表意大利国奥队参加1924年夏季奥林匹克运动会足球比赛，获得第五名。